# Stämma (naturreservat)
Stämma är ett naturreservat i Mjölby kommun i Östergötlands län.
Området är naturskyddat sedan 1978 och är 22 hektar stort. Reservatet som varit en utmark till gården Stämma består nu av hagar med storväxta enar och andra lövträd som björk och ek.  